# ペリュトン

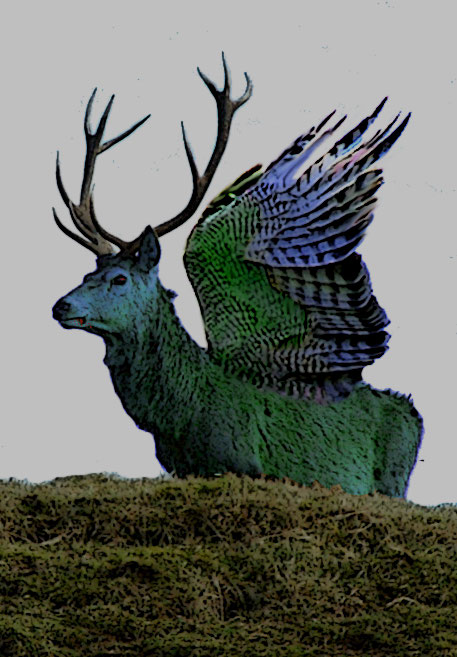
ペリュトン

ペリュトン (Peryton) は、アトランティス大陸に棲んでいたとされる怪鳥の一種。地中海でも目撃されたという。

## 概要
ホルヘ・ルイス・ボルヘスの著書に登場する、「頭部と前足が鹿、体が鳥、人間の影」を持つ生き物で、幽霊ともされる。
「Peryton」の呼称は『幻獣辞典』の柳瀬尚紀訳、ブレンダ・ローゼン『妖怪バイブル』中谷友紀子訳、草野巧『幻想生物事典』、水木しげる『悪魔くん魔界大百科』、健部伸明と怪兵隊『幻想世界の住人たち2』、トニー・アラン『世界幻想動物百科』、キャロル・ローズ『世界の神獣・怪物事典』では「ペリュトン」であるがテリー・ブレヴァートン『世界の神話伝説怪物百科』日暮雅通訳では「ペリトン」とする。
ペリュトンに関して言及している最古の文献はボルヘスの『幻獣辞典』（1959年に出版された多分に創作的な博物辞典）である。ブレンダ・ローゼンによれば、執筆にあたって、ボルヘスはフェズ出身のラビが著した論文を出典としたが、その論文は既に散逸している。ラビの論文は、アラビアの著述家による著作を出典として編集されているが、こちらの原典もアレキサンドリア図書館の火災で焼失してしまった。トニー・アランによれば、この怪物は焼失した「セファルディムの論文」を引くこの本以外には資料がないことから、ボルヘスの「発明の才」とジョーク好きによるものである。
　ボルヘスは、まず著書の中でこの生き物が「エリュトライのシビュラ」((英語版記事))が受けた「ローマ市が滅びる」という予言の中に登場するとし、その「シビュラの託宣」が収録された書は保管していたアレキサンドリア図書館がウマルの命で灰燼に帰した後、書物の復元に当たった文法学者は「ローマの運命に関する記述」を発見できなかったといい、16世紀、「恐らくヤコブ・ベン・カイムと思われる」律法学者(ラビの訳語)によって書かれた論文の中にギリシャの古典注解学者が書いた、この生物に関する断片的な記述があり、そこで引かれる「翼の生えた鳥類の体をし、頭と足が鹿　影が人間」「ラヴェンナでそれを見た。羽毛は淡い青だった」「群れをなしヘラクレスの柱の上空遥か上まで飛行する」「土を食べる」「地中海で船を襲って船員を虐殺し、血液の中で浸った後飛び立つ」などを紹介した後、この論文は第二次世界大戦までドレスデンの大学に保管されていたが、ナチス・ドイツか空襲によって焼失したと主張するうえで、他での死蔵された資料がある可能性を示唆している。
ボルヘスは著作の中で、「カルタゴに出征したスキピオ達」がペリュトンに襲われた物語を掲載しているが、ペリュトンの虚実については漠然とした部分が多い。文中の「スキピオ」について柳瀬尚紀からテリー・ブレヴァートンまで「プブリウス・コルネリウス・スキピオ」である可能性を示唆している。
草野によればそれは自身の影を持っていないが、光を浴びると人間の形の影ができる。また人間一人を殺すと、自身の本来の影を取り戻すことができるために人間を狙っているという。影を得れば、また影が無くなるまで人は襲わない。また群れで人間に襲い掛かるとされている。Ｂローゼンによれば故郷から離れた場所で息絶えた旅人の霊だとも言われる。健部伸明と怪兵隊『幻想世界の住人たち2』では、「人を祟り殺さなければ浮かばれない」死者である悪霊が「魂の表れ」である影を人の形にするこの鳥の姿る可能性がある。またマンガ家の水木しげるは、これを紹介する際、汎世界的な信仰で「霊魂は鳥の形をする」とされる点を紹介しこの怪物と「以津真天」との類似性を指摘する。

## 造形
この怪物の資料は、『幻獣辞典』以外に原典が見当たらないがそれを引用する各資料で微妙に描写が異なる。
ブレンダ・ローゼンによれば鳥の胴体と翼、オスのシカの頭と脚を持った姿をしている。
テリー・ブレヴァートンによれば、「頭、首、前足、角」が「牡鹿」、「羽毛、翼、下半身」が「鳥類」で犬歯が発達し土を食べるが人肉を好む、キャロル・ローズによれば、羽毛の色は元来「緑色」であったが、ラヴェンナで目撃されたものは薄い青色であったという。
健部伸明によれば、頭と足は鹿、胴体は青い羽毛の鳥で、大きさは人間大である。